# 林妙可
林 妙可（りん みょうか、リン・ミャオコー、1999年7月1日 - ）は中華人民共和国の女性タレント。

## 人物
1999年7月1日北京市に生まれ、東城区西中街の小学校に通っていた。
父親の林暉は法制晩報の報道カメラマンで祖父の林鍇は中国の有名画家。将来の夢は美術か国語の先生になること。
6歳の頃から広告やテレビに出演するようになり、劉翔、濮存昕、李宇春、趙薇などと一緒に出たこともある。これまで約40社のCMに参加しており、日系企業ではトヨタ自動車や松下電器などがある。オリンピックの宣伝にも参加した。譚晶の「空」のミュージックビデオの撮影時に、開幕式総監督の張芸謀の目に止まった。
北京オリンピック開会式で歌手を務め、その愛くるしい笑顔から「微笑みの天使」と呼ばれるようになった。しかし開会式で実際に流された歌唱は楊沛宜（zh:杨沛宜）という別人のものであり、林は口パクだったことが後日明らかになった。実際にはこの口パクは、林と楊は関知しえないところで進行していた。林は舞台上でマイクの電源が切られていることを知らず歌い続け、楊も事前に録音された自分の歌唱が会場に流されていることを知らずに、緊急時の代役として控室で待機していた。
オリンピック出演後もタレント活動をしていたものの、インターネット上の激しいバッシングにより私生活を暴露されたため、このことを恐れた両親は一時芸能生活から遠ざけていたこともあった。それでも週2回の歌のレッスンは欠かしていなかった。
2017年9月、南京芸術学院に入学。2021年7月、同学院卒業。

## 出演作品

### ドラマ
- 寛恕（2008年）
- 春草（2008年）
- 北方有佳人（2009年）
- 美人心計〜一人の妃と二人の皇帝〜（2010年） - 杜雲汐 役
- 紅楼夢 〜愛の宴〜（2010年） - 林黛玉 役
- 二人の王女（2012年） - 太平公主/安定思公主 役
- 曹操（2013年） - 霊帝 役

### 映画
- 十七（2008年）